# 아베 간
아베 간(일본어: 安倍 寛, 1894년 4월 29일 ~ 1946년 1월 30일)은 일본의 정치인이다. 중의원을 2선 역임했다. 소속 정당은 일본진보당.
외무대신을 역임한 정치가 아베 신타로의 부친이며, 내각총리대신 아베 신조의 친조부가 된다.

## 경력
일본 야마구치 현(山口県) 오쓰 군(大津郡) 헤키 촌(日置村) 구라오다(蔵小田))에서 아베 도라노스케(安倍彪助) ・ 다메(タメ)의 장남으로 태어났다. 4세 무렵에 이르기까지 양친이 차례대로 사망하고 큰어머니 유시(ヨシ)에게 길러졌다. 아버지 ・ 도라노스케는 군내에서 명문으로써 알려져 있던 무쿠노키(椋木) 가문으로부터 서양자(婿養子)로 들어왔고 어머니 ・ 다메는 아베(安倍) 가문의 중흥조(中興祖)까지 일컬어지는 아베 신타로(安倍慎太郎)의 여동생이었다.
가나자와(金沢)의 구제(旧制) 제4고등학교(第四高等学校)를 거쳐서 1921년(다이쇼 10년) 도쿄제국대학(東京帝国大学) 법학부(法学部) 정치학과(政治学科)를 졸업하였다. 대학을 졸업한 뒤에는 도쿄에서 자전거 제조회사를 경영하였는데, 1923년(다이쇼 12년) 간토대지진으로 공장이 파괴되고 회사는 도산하였다. 도쿄로 옮긴 뒤에 혼도 시즈코(本堂静子)라는 여성과 결혼하고 장남 신타로(晋太郎)를 얻었으나, 그 직후에 이혼하고 홀로 살았다. 이후 「금권부패(金権腐敗) 타파」를 외치며 1928년(쇼와 3년) 총선거에서 입헌정우회(立憲政友会) 공인으로 입후보하였으나 낙선하였다.
1933년(쇼와 8년) 헤키 촌 촌장으로 취임하였다. 그 뒤 야마구치 현 현의회의 의원을 겸임하였고 1937년(쇼와 12년)의 총선거에서 무소속으로 입후보하였고 중의원(衆議院) 의원으로 처음 당선되었다.
루거우차오 사건으로 중국과의 전쟁이 시작되고 아베 간은 비전(非戦) ・ 평화주의 입장을 견지하며 1938년(쇼와 13년) 제1차 고노에 성명(近衛声明)에 반대, 1942년(쇼와 17년) 익찬선거에 즈음하여서도 도조 히데키(東條英機) 등 군국주의를 예리하게 비판하여 대정익찬회(大政翼賛会)의 추천을 받지 못하고 출마에도 불리한 입장이 되어 최하위였음에도 2기 연속으로 당선되었다. 의원 재직 중에는 미키 다케오(三木武夫)와 공동으로 국정연구회(国政研究会)를 창설하고 시오노 스에히코(塩野季彦)를 중심으로 하는 목요회(木曜会)에 참가하여 도조 내각 퇴진을 요구하거나, 전쟁 반대, 전쟁 종결 등을 주장하였다.
패전 뒤 일본진보당(日本進歩党)에 가입하여 1946년 4월에 총선거 출마 직전에 심장마비로 급서하였다.

## 인물상
- 젊은 시절 척추질환과 폐결핵을 앓았으며 건강이 별로 좋지 못했다.[1]
- 대정당(大政党)의 금권 부패를 규탄하는 등 청렴결백한 인격자로 알려져 있고, 고향에서는 「오쓰 성인」(大津聖人), 「이마쇼인」(今松陰, 이 시대의 요시다 쇼인) 등으로 불리는 등 인기가 높았다고 한다.[5][7] 아베 간의 장남인 아베 신타로와 자신의 딸의 혼담 문제를 주고 받았던 기시 노부스케(岸信介)는 「오쓰 성인의 아들에게 출가시키는 것인데 무엇이 걱정인가」(大津聖人の息子なら心配ない)라고 했다고 한다.
- 농림대신(農林大臣)을 맡고 있던 아카기 무네노리(赤城宗徳)와는 당선 동기로 공사 모두 친교가 깊었다.
- 만주에 주둔하던 일본군을 위문하고자 만주를 방문한 적이 있다.
- 미키 다케오(三木武夫, 제66대 일본 내각총리대신)과는 친우였다.[7]

## 가계도
|             |             |             |             | 아베 다메                                                            | 아베 다메                                                            | 아베 다메                                                            | 아베 다메                                                            | 아베 다메                                                            | 아베 다메                                                            |                                                       |                                                       |                                                       |                                                       |  |  | 아베 도라노스케                                                                          | 아베 도라노스케                                                                          | 아베 도라노스케                                                                          | 아베 도라노스케                                                                          | 아베 도라노스케                                                                          | 아베 도라노스케                                                                          |  |  |                                                                                             |                                                                                             |                                                                                             |                                                                                             |                                                                                             |                                                                                             |  |  |             |             |             |             |             |             |  |  |                                                        |                                                        |                                                        |                                                        |                                                        |                                                        |  |  |
|             |             |             |             | 아베 다메                                                            | 아베 다메                                                            | 아베 다메                                                            | 아베 다메                                                            | 아베 다메                                                            | 아베 다메                                                            |                                                       |                                                       |                                                       |                                                       |  |  | 아베 도라노스케                                                                          | 아베 도라노스케                                                                          | 아베 도라노스케                                                                          | 아베 도라노스케                                                                          | 아베 도라노스케                                                                          | 아베 도라노스케                                                                          |  |  |                                                                                             |                                                                                             |                                                                                             |                                                                                             |                                                                                             |                                                                                             |  |  |             |             |             |             |             |             |  |  |                                                        |                                                        |                                                        |                                                        |                                                        |                                                        |  |  |
|             |             |             |             |                                                                      |                                                                      |                                                                      |                                                                      |                                                                      |                                                                      |                                                       |                                                       |                                                       |                                                       |  |  |                                                                                          |                                                                                          |                                                                                          |                                                                                          |                                                                                          |                                                                                          |  |  |                                                                                             |                                                                                             |                                                                                             |                                                                                             |                                                                                             |                                                                                             |  |  |             |             |             |             |             |             |  |  |                                                        |                                                        |                                                        |                                                        |                                                        |                                                        |  |  |
|             |             |             |             |                                                                      |                                                                      |                                                                      |                                                                      |                                                                      |                                                                      |                                                       |                                                       |                                                       |                                                       |  |  |                                                                                          |                                                                                          |                                                                                          |                                                                                          |                                                                                          |                                                                                          |  |  |                                                                                             |                                                                                             |                                                                                             |                                                                                             |                                                                                             |                                                                                             |  |  |             |             |             |             |             |             |  |  |                                                        |                                                        |                                                        |                                                        |                                                        |                                                        |  |  |
|             |             |             |             | 아베 시즈코 일본 제국 육군 대장 오시마 요시마사의 손녀               | 아베 시즈코 일본 제국 육군 대장 오시마 요시마사의 손녀               | 아베 시즈코 일본 제국 육군 대장 오시마 요시마사의 손녀               | 아베 시즈코 일본 제국 육군 대장 오시마 요시마사의 손녀               | 아베 시즈코 일본 제국 육군 대장 오시마 요시마사의 손녀               | 아베 시즈코 일본 제국 육군 대장 오시마 요시마사의 손녀               |                                                       |                                                       |                                                       |                                                       |  |  | 아베 간 1894년-1946년 일본의 중의원 의원                                                 | 아베 간 1894년-1946년 일본의 중의원 의원                                                 | 아베 간 1894년-1946년 일본의 중의원 의원                                                 | 아베 간 1894년-1946년 일본의 중의원 의원                                                 | 아베 간 1894년-1946년 일본의 중의원 의원                                                 | 아베 간 1894년-1946년 일본의 중의원 의원                                                 |  |  |                                                                                             |                                                                                             |                                                                                             |                                                                                             |                                                                                             |                                                                                             |  |  |             |             |             |             |             |             |  |  |                                                        |                                                        |                                                        |                                                        |                                                        |                                                        |  |  |
|             |             |             |             | 아베 시즈코 일본 제국 육군 대장 오시마 요시마사의 손녀               | 아베 시즈코 일본 제국 육군 대장 오시마 요시마사의 손녀               | 아베 시즈코 일본 제국 육군 대장 오시마 요시마사의 손녀               | 아베 시즈코 일본 제국 육군 대장 오시마 요시마사의 손녀               | 아베 시즈코 일본 제국 육군 대장 오시마 요시마사의 손녀               | 아베 시즈코 일본 제국 육군 대장 오시마 요시마사의 손녀               |                                                       |                                                       |                                                       |                                                       |  |  | 아베 간 1894년-1946년 일본의 중의원 의원                                                 | 아베 간 1894년-1946년 일본의 중의원 의원                                                 | 아베 간 1894년-1946년 일본의 중의원 의원                                                 | 아베 간 1894년-1946년 일본의 중의원 의원                                                 | 아베 간 1894년-1946년 일본의 중의원 의원                                                 | 아베 간 1894년-1946년 일본의 중의원 의원                                                 |  |  |                                                                                             |                                                                                             |                                                                                             |                                                                                             |                                                                                             |                                                                                             |  |  |             |             |             |             |             |             |  |  |                                                        |                                                        |                                                        |                                                        |                                                        |                                                        |  |  |
|             |             |             |             |                                                                      |                                                                      |                                                                      |                                                                      |                                                                      |                                                                      |                                                       |                                                       |                                                       |                                                       |  |  |                                                                                          |                                                                                          |                                                                                          |                                                                                          |                                                                                          |                                                                                          |  |  |                                                                                             |                                                                                             |                                                                                             |                                                                                             |                                                                                             |                                                                                             |  |  |             |             |             |             |             |             |  |  |                                                        |                                                        |                                                        |                                                        |                                                        |                                                        |  |  |
|             |             |             |             |                                                                      |                                                                      |                                                                      |                                                                      |                                                                      |                                                                      |                                                       |                                                       |                                                       |                                                       |  |  |                                                                                          |                                                                                          |                                                                                          |                                                                                          |                                                                                          |                                                                                          |  |  |                                                                                             |                                                                                             |                                                                                             |                                                                                             |                                                                                             |                                                                                             |  |  |             |             |             |             |             |             |  |  |                                                        |                                                        |                                                        |                                                        |                                                        |                                                        |  |  |
|             |             |             |             | 아베 요코 1928년- 일본의 제56·57대 내각총리대신 기시 노부스케의 장녀 | 아베 요코 1928년- 일본의 제56·57대 내각총리대신 기시 노부스케의 장녀 | 아베 요코 1928년- 일본의 제56·57대 내각총리대신 기시 노부스케의 장녀 | 아베 요코 1928년- 일본의 제56·57대 내각총리대신 기시 노부스케의 장녀 | 아베 요코 1928년- 일본의 제56·57대 내각총리대신 기시 노부스케의 장녀 | 아베 요코 1928년- 일본의 제56·57대 내각총리대신 기시 노부스케의 장녀 |                                                       |                                                       |                                                       |                                                       |  |  | 아베 신타로 1924년-1991년 일본의 농림대신 내각관방장관 통상산업대신 외무대신 중의원 의원 | 아베 신타로 1924년-1991년 일본의 농림대신 내각관방장관 통상산업대신 외무대신 중의원 의원 | 아베 신타로 1924년-1991년 일본의 농림대신 내각관방장관 통상산업대신 외무대신 중의원 의원 | 아베 신타로 1924년-1991년 일본의 농림대신 내각관방장관 통상산업대신 외무대신 중의원 의원 | 아베 신타로 1924년-1991년 일본의 농림대신 내각관방장관 통상산업대신 외무대신 중의원 의원 | 아베 신타로 1924년-1991년 일본의 농림대신 내각관방장관 통상산업대신 외무대신 중의원 의원 |  |  |                                                                                             |                                                                                             |                                                                                             |                                                                                             |                                                                                             |                                                                                             |  |  |             |             |             |             |             |             |  |  |                                                        |                                                        |                                                        |                                                        |                                                        |                                                        |  |  |
|             |             |             |             | 아베 요코 1928년- 일본의 제56·57대 내각총리대신 기시 노부스케의 장녀 | 아베 요코 1928년- 일본의 제56·57대 내각총리대신 기시 노부스케의 장녀 | 아베 요코 1928년- 일본의 제56·57대 내각총리대신 기시 노부스케의 장녀 | 아베 요코 1928년- 일본의 제56·57대 내각총리대신 기시 노부스케의 장녀 | 아베 요코 1928년- 일본의 제56·57대 내각총리대신 기시 노부스케의 장녀 | 아베 요코 1928년- 일본의 제56·57대 내각총리대신 기시 노부스케의 장녀 |                                                       |                                                       |                                                       |                                                       |  |  | 아베 신타로 1924년-1991년 일본의 농림대신 내각관방장관 통상산업대신 외무대신 중의원 의원 | 아베 신타로 1924년-1991년 일본의 농림대신 내각관방장관 통상산업대신 외무대신 중의원 의원 | 아베 신타로 1924년-1991년 일본의 농림대신 내각관방장관 통상산업대신 외무대신 중의원 의원 | 아베 신타로 1924년-1991년 일본의 농림대신 내각관방장관 통상산업대신 외무대신 중의원 의원 | 아베 신타로 1924년-1991년 일본의 농림대신 내각관방장관 통상산업대신 외무대신 중의원 의원 | 아베 신타로 1924년-1991년 일본의 농림대신 내각관방장관 통상산업대신 외무대신 중의원 의원 |  |  |                                                                                             |                                                                                             |                                                                                             |                                                                                             |                                                                                             |                                                                                             |  |  |             |             |             |             |             |             |  |  |                                                        |                                                        |                                                        |                                                        |                                                        |                                                        |  |  |
|             |             |             |             |                                                                      |                                                                      |                                                                      |                                                                      |                                                                      |                                                                      |                                                       |                                                       |                                                       |                                                       |  |  |                                                                                          |                                                                                          |                                                                                          |                                                                                          |                                                                                          |                                                                                          |  |  |                                                                                             |                                                                                             |                                                                                             |                                                                                             |                                                                                             |                                                                                             |  |  |             |             |             |             |             |             |  |  |                                                        |                                                        |                                                        |                                                        |                                                        |                                                        |  |  |
|             |             |             |             |                                                                      |                                                                      |                                                                      |                                                                      |                                                                      |                                                                      |                                                       |                                                       |                                                       |                                                       |  |  |                                                                                          |                                                                                          |                                                                                          |                                                                                          |                                                                                          |                                                                                          |  |  |                                                                                             |                                                                                             |                                                                                             |                                                                                             |                                                                                             |                                                                                             |  |  |             |             |             |             |             |             |  |  |                                                        |                                                        |                                                        |                                                        |                                                        |                                                        |  |  |
| 아베 사치코 | 아베 사치코 | 아베 사치코 | 아베 사치코 | 아베 사치코                                                          | 아베 사치코                                                          |                                                                      |                                                                      | 아베 히로노부 1952년- 일본의 미쓰비시상사 패키징 사장                | 아베 히로노부 1952년- 일본의 미쓰비시상사 패키징 사장                | 아베 히로노부 1952년- 일본의 미쓰비시상사 패키징 사장 | 아베 히로노부 1952년- 일본의 미쓰비시상사 패키징 사장 | 아베 히로노부 1952년- 일본의 미쓰비시상사 패키징 사장 | 아베 히로노부 1952년- 일본의 미쓰비시상사 패키징 사장 |  |  | 아베 아키에 1962년-                                                                      | 아베 아키에 1962년-                                                                      | 아베 아키에 1962년-                                                                      | 아베 아키에 1962년-                                                                      | 아베 아키에 1962년-                                                                      | 아베 아키에 1962년-                                                                      |  |  | 아베 신조 1954년-2022년 일본의 제90·96·97·98대 내각총리대신 제72대 내각관방장관 중의원 의원 | 아베 신조 1954년-2022년 일본의 제90·96·97·98대 내각총리대신 제72대 내각관방장관 중의원 의원 | 아베 신조 1954년-2022년 일본의 제90·96·97·98대 내각총리대신 제72대 내각관방장관 중의원 의원 | 아베 신조 1954년-2022년 일본의 제90·96·97·98대 내각총리대신 제72대 내각관방장관 중의원 의원 | 아베 신조 1954년-2022년 일본의 제90·96·97·98대 내각총리대신 제72대 내각관방장관 중의원 의원 | 아베 신조 1954년-2022년 일본의 제90·96·97·98대 내각총리대신 제72대 내각관방장관 중의원 의원 |  |  | 기시 지카코 | 기시 지카코 | 기시 지카코 | 기시 지카코 | 기시 지카코 | 기시 지카코 |  |  | 기시 노부오 1959년- 일본의 제21대 방위대신 중의원 의원 | 기시 노부오 1959년- 일본의 제21대 방위대신 중의원 의원 | 기시 노부오 1959년- 일본의 제21대 방위대신 중의원 의원 | 기시 노부오 1959년- 일본의 제21대 방위대신 중의원 의원 | 기시 노부오 1959년- 일본의 제21대 방위대신 중의원 의원 | 기시 노부오 1959년- 일본의 제21대 방위대신 중의원 의원 |  |  |
| 아베 사치코 | 아베 사치코 | 아베 사치코 | 아베 사치코 | 아베 사치코                                                          | 아베 사치코                                                          |                                                                      |                                                                      | 아베 히로노부 1952년- 일본의 미쓰비시상사 패키징 사장                | 아베 히로노부 1952년- 일본의 미쓰비시상사 패키징 사장                | 아베 히로노부 1952년- 일본의 미쓰비시상사 패키징 사장 | 아베 히로노부 1952년- 일본의 미쓰비시상사 패키징 사장 | 아베 히로노부 1952년- 일본의 미쓰비시상사 패키징 사장 | 아베 히로노부 1952년- 일본의 미쓰비시상사 패키징 사장 |  |  | 아베 아키에 1962년-                                                                      | 아베 아키에 1962년-                                                                      | 아베 아키에 1962년-                                                                      | 아베 아키에 1962년-                                                                      | 아베 아키에 1962년-                                                                      | 아베 아키에 1962년-                                                                      |  |  | 아베 신조 1954년-2022년 일본의 제90·96·97·98대 내각총리대신 제72대 내각관방장관 중의원 의원 | 아베 신조 1954년-2022년 일본의 제90·96·97·98대 내각총리대신 제72대 내각관방장관 중의원 의원 | 아베 신조 1954년-2022년 일본의 제90·96·97·98대 내각총리대신 제72대 내각관방장관 중의원 의원 | 아베 신조 1954년-2022년 일본의 제90·96·97·98대 내각총리대신 제72대 내각관방장관 중의원 의원 | 아베 신조 1954년-2022년 일본의 제90·96·97·98대 내각총리대신 제72대 내각관방장관 중의원 의원 | 아베 신조 1954년-2022년 일본의 제90·96·97·98대 내각총리대신 제72대 내각관방장관 중의원 의원 |  |  | 기시 지카코 | 기시 지카코 | 기시 지카코 | 기시 지카코 | 기시 지카코 | 기시 지카코 |  |  | 기시 노부오 1959년- 일본의 제21대 방위대신 중의원 의원 | 기시 노부오 1959년- 일본의 제21대 방위대신 중의원 의원 | 기시 노부오 1959년- 일본의 제21대 방위대신 중의원 의원 | 기시 노부오 1959년- 일본의 제21대 방위대신 중의원 의원 | 기시 노부오 1959년- 일본의 제21대 방위대신 중의원 의원 | 기시 노부오 1959년- 일본의 제21대 방위대신 중의원 의원 |  |  |